# Вільякастін
Вільякастін (ісп. Villacastín) — муніципалітет в Іспанії, у складі автономної спільноти Кастилія-і-Леон, у провінції Сеговія. Населення — 1653 особи (2010).
Муніципалітет розташований на відстані близько 70 км на північний захід від Мадрида, 30 км на південний захід від Сеговії.

## Демографія
Динаміка населення (INE ):

## Галерея зображень

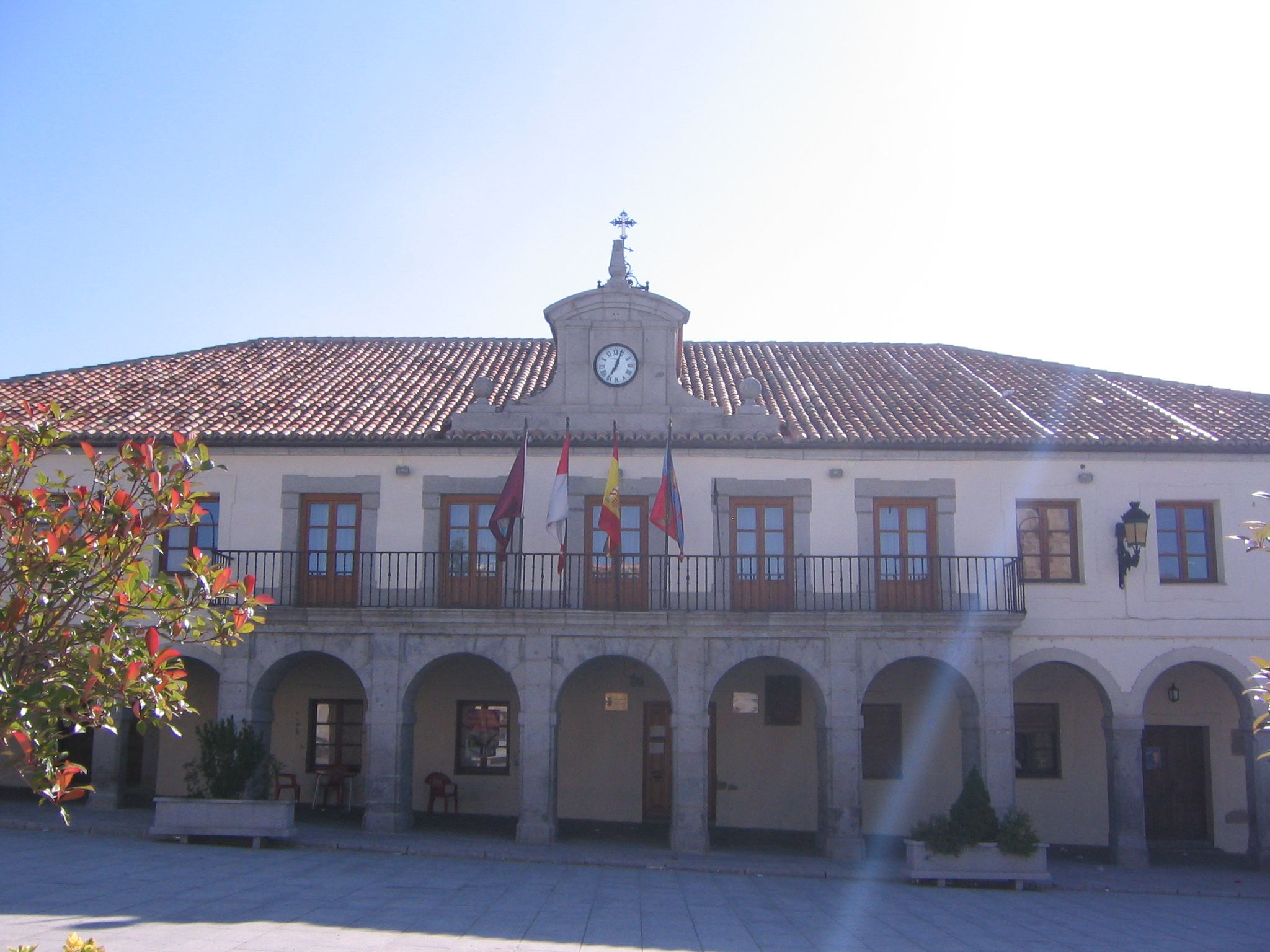
Муніципальна рада